# Barragem do Enxoé
A barragem do Enxoé localiza-se no concelho de Serpa, distrito de Beja, Portugal. Situa-se na ribeira do Enxoé. A barragem foi projectada em 1995 e entrou em funcionamento em 1998.

## Barragem
É uma barragem de aterro. Possui uma altura de 23 m acima da fundação (20,5 m acima do terreno natural) e um comprimento de coroamento de 415 m. O volume da barragem é de 240.000 m³. Possui uma capacidade de descarga máxima de 5,3 (descarga de fundo) + 33,4 (descarregador de cheias) m³/s.

## Albufeira
A albufeira da barragem apresenta uma superfície inundável ao NPA (Nível Pleno de Armazenamento) de 2,05 km² e tem uma capacidade total de 10,4 Mio. m³. As cotas de água na albufeira são: NPA de 175 metros, NMC (Nível Máximo de Cheia) de 177,1 metros e NME (Nível Mínimo de Exploração) de 160,75 metros.